# Домброва-Дольна (Нижньосілезьке воєводство)
Домброва-Дольна (пол. Dąbrowa Dolna) — село в Польщі, у гміні Шцинава Любінського повіту Нижньосілезького воєводства.
Населення — 122 особи (2011).
У 1975-1998 роках село належало до Легницького воєводства.

## Демографія
Демографічна структура станом на 31 березня 2011 року:
|          | Загалом | Допрацездатний вік | Працездатний вік | Постпрацездатний вік |
| -------- | ------- | ------------------ | ---------------- | -------------------- |
| Чоловіки | 62      | 9                  | 49               | 4                    |
| Жінки    | 60      | 13                 | 36               | 11                   |
| Разом    | 122     | 22                 | 85               | 15                   |